# Mike Napoli
Michael Anthony Napoli (nascido em 31 de outubro de 1981) é um ex-jogador profissional de beisebol que atuou como primeira base e rebatedor designado na Major League Baseball (MLB). Jogou pelo  Los Angeles Angels of Anaheim, Boston Red Sox, Cleveland Indians e Texas Rangers.